# 大杉丸
大杉丸（おおすぎまる）は丹沢山地北西部、神奈川県足柄上郡山北町と同県相模原市緑区との境界にある標高1,169mの山である。周辺の山々とともに丹沢大山国定公園に指定されている。

## 概要
丹沢山地最高峰の蛭ヶ岳（1,673m）から西へ伸びる丹沢主稜に属する小ピークで、檜洞丸と大室山の鞍部にある犬越路（1,060m）の西側に位置する。
山頂部には三等三角点が設置されているが、大杉丸の山頂を示す標識はなく、稜線の肩にあたる目立たないピークであるため、気付かずに通り過ぎる登山者が多い。
丹沢主稜の登山道の多くはブナ・ミズナラなどの広葉樹林に覆われており、冬枯れの時期以外は展望はあまりないが、大杉丸付近には南西側に開けた場所があり、天気の良い日には畦ヶ丸や箒沢権現山などの西丹沢地域の山並みや、富士山を望むことができる。

## 登山道
犬越路より大室山方面へ伸びる登山道の急な坂を登りつめた所に位置する山であるが、先述したように稜線上の小ピークであるため、当山のみを目的とする登山者はほとんどおらず、他の山の経由地として踏まれることが多い。
当山を含めた登山コースについては、犬越路#登山道もしくは大室山#登山道を参照。

## 周辺の山
| 山容 | 名称     | 標高（m） | 大杉丸からの 方角と距離（km） | 備考             |
| ---- | -------- | --------- | ----------------------------- | ---------------- |
|      | 加入道山 | 1,418     | 西北西 3.1                    | かにゅうどうやま |
|      | 前大室   | 1,425     | 北西 2.7                      |                  |
|      | 大室山   | 1,588     | 北北西 1.8                    | 山梨百名山       |
|      | 大杉丸   | 1,169     | 0                             |                  |
|      | 犬越路   | 1,060     | 東南東 0.2                    |                  |
|      | 大笄     | 1,510     | 東南東 2.1                    | おおこうげ       |
|      | 檜洞丸   | 1,601     | 南東 3.1                      | ひのきぼらまる   |

## 周辺の山小屋

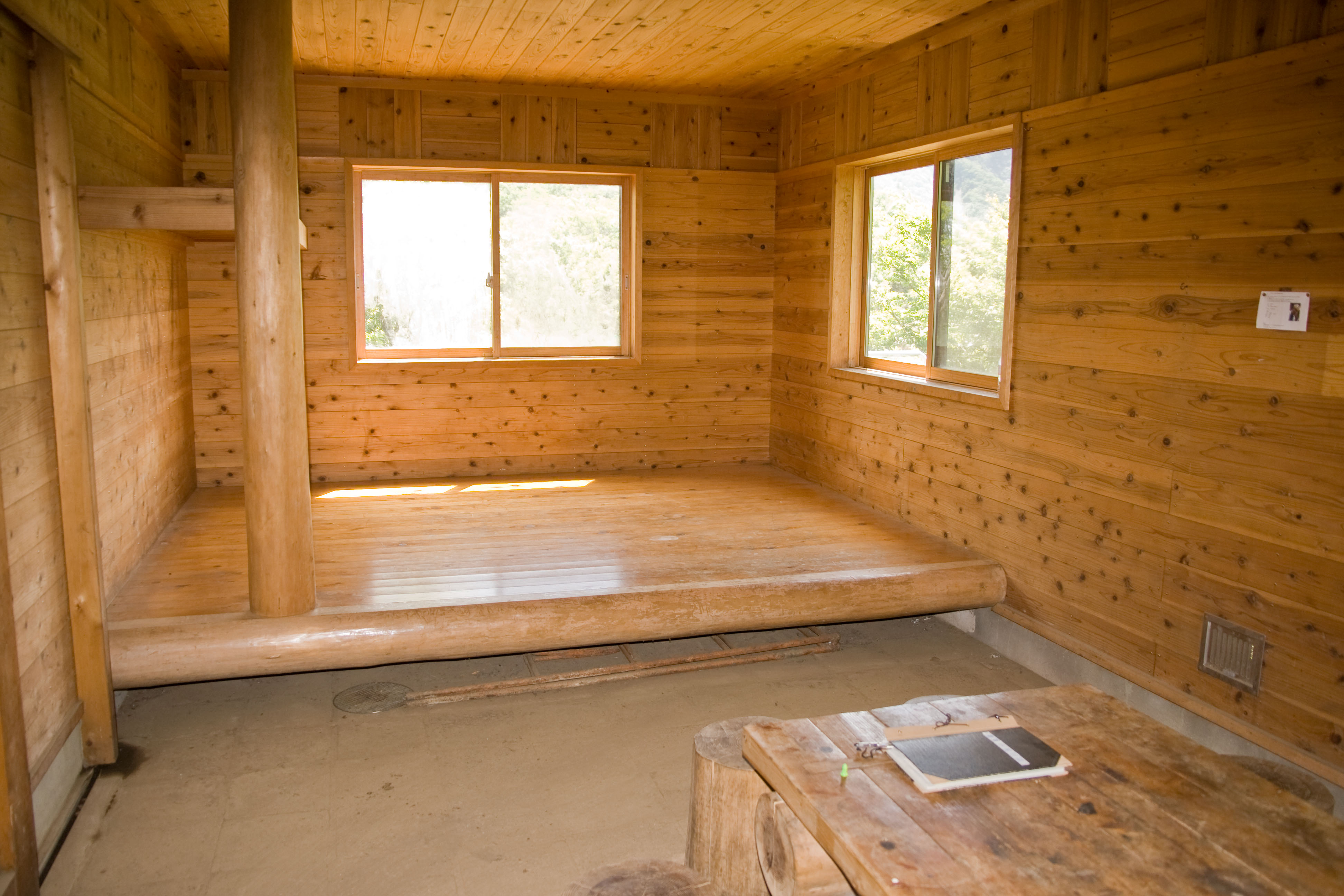
犬越路避難小屋の内観

最寄りの山小屋は犬越路に位置する犬越路避難小屋であるが、檜洞丸の青ヶ岳山荘を除いて丹沢山地西部の山小屋は無人小屋であり、宿泊の際は寝具や自炊具などの登山装備が必要となる。
| 画像 | 名称           | 位置             | 大杉丸からの 方角と距離（km） | 備考                 |
| ---- | -------------- | ---------------- | ----------------------------- | -------------------- |
|      | 加入道避難小屋 | 加入道山山頂付近 | 西北西 3.2                    | 無人小屋・トイレなし |
|      | 犬越路避難小屋 | 犬越路           | 東南東 0.2                    | 無人小屋・トイレあり |
|      | 青ヶ岳山荘     | 檜洞丸山頂付近   | 南東 3.2                      | 有人小屋             |